# ゴールドラッシュ (映画)
『ゴールドラッシュ』は、1990年12月12日に公開された日本映画。大友康平の映画初主演作品である。ワニブックス・ケイマネージメントオフィス制作、東映配給。A面『きんぴら』と併映された1991年の東映正月映画。
原作は森永博志1985年のノンフィクション『原宿ゴールドラッシュ』。キャットストリートの渋谷側入口に立つピンクドラゴン」の経営者で、1970年代の原宿ストリートカルチャーの開祖と言われた「山崎眞行」をフィーチャーしたものである。
一攫千金を夢見て250万円を持って北海道から上京した青年が、「ピンクドラゴン」を経営して1974年から1985年までで25億円を稼いだ原宿を舞台とした青春サクセスストーリー。

## キャスト
- 村木純一：大友康平
- 佐野川真美：南野陽子
- 大沢秀夫：布施博
- 清水早苗：相田翔子
- 竹田：ジョニー大倉
- 松宮：蓑輪単志
- 加藤弘子：かがわゆきえ
- タニ：小沢仁志
- 村木の父：織本順吉
- 村木の母：水野久美
- 佐々木：倉崎青児
- 恭子：森松久恵
- 岡本：新井康弘
- 銀行員上岡：佐野史郎
- 小沢一義、木俣堯喬、町田政則、二家本辰巳、泉福之助、入江まゆ子 ほか

## スタッフ
- 監督：和泉聖治
- 脚本：坂田義和、水谷俊之、和泉聖治
- OP：HOUND DOG「俺はラッキースター」
- ED：HOUND DOG「素直になれなくて～Remenber you～」
- キーボードアレンジ：重久義明
- 音楽協力：ケントス
- 音楽提供：CBSソニー
- 原作：森永博志「原宿ゴールドラッシュ」
- 企画協力：山崎眞行、福田信、柏舘真一
- 撮影：東原三郎
- 美術：桑名忠之、山崎秀満
- 録音：渡辺典夫
- 照明：山口利雄
- 編集：福田憲二
- 助監督：原田昌樹、佐々部清、久田昌、中島雄一
- サウンドスーパーバイザー：太田克己
- 技斗：二家本辰巳
- 撮影協力：上砂川町、三井石炭鉱業砂川事業所
- マレーシアロケ協力：マレーシア航空、駐日マレーシア大使館、マレーシア観光開発公社、National Film Development Corporation Malaysia
- 現像：東映化学
- 企画：横内正昭
- 製作総指揮：櫻井五郎
- プロデューサー：森光正、菊池淳夫
- 製作協力：マザーエンタープライズ、アイエス
- 製作プロダクション：東映東京撮影所
- 製作：ワニブックス、ケイマネジメントオフィス

## 製作
黒澤明の息子・黒澤久雄が原作出版の直後に映画化を準備したが、実現に至らず。1990年秋、東映により製作が決定。当初は東映洋画系で公開と発表されたが、洋画系は『BEST GUY』になり、本作は東映本番線で公開された。1990年9月に銀座の東映本社で行われた製作発表会見では、小野田啓東映宣伝部長より「ヤング映画で打って出る正月の東映の看板を背負ってもらう」と紹介された大友康平が「責任は重いけど背負って立ちます」と宣言した。また「芝居など小学校の頃からやったことはなくてどうなることか。（所属）事務所の会長が酒の席でオレの出演を勝手に決めたんだ。『稲村ジェーン』の桑田さんは天才だけどオレは凡才。でも『凡才は忘れた頃にやってくる』がオレの信条』などと話した。また本作にWinkの相田翔子が、併映の『きんぴら』に鈴木早智子が別々に出演したことも話題を呼んだ。前年、東映東京撮影所の所長として正式に東映入りした岡田裕介は「この2本で正月の幕を開ける」とブチ上げた。
1990年9月中旬クランクイン、11月下旬クランクアップ。